# لومان (بلژیک)
شهر لومان (به فرانسوی: Lummen) در شهرستان اسلت  در استان لمبورگ  در منطقه فلاندری در کشور بلژیک واقع شده‌است.